# Tobias Feilner

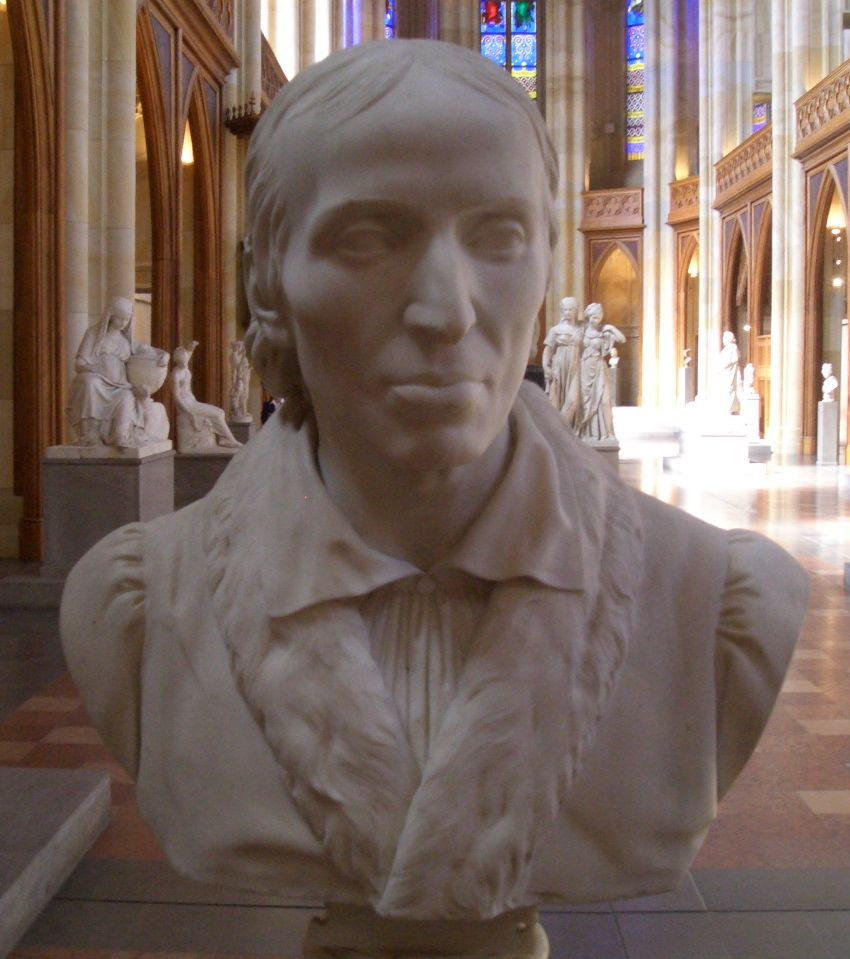
Tobias Feilner, 1840, Büste von Ludwig Wilhelm Wichmann

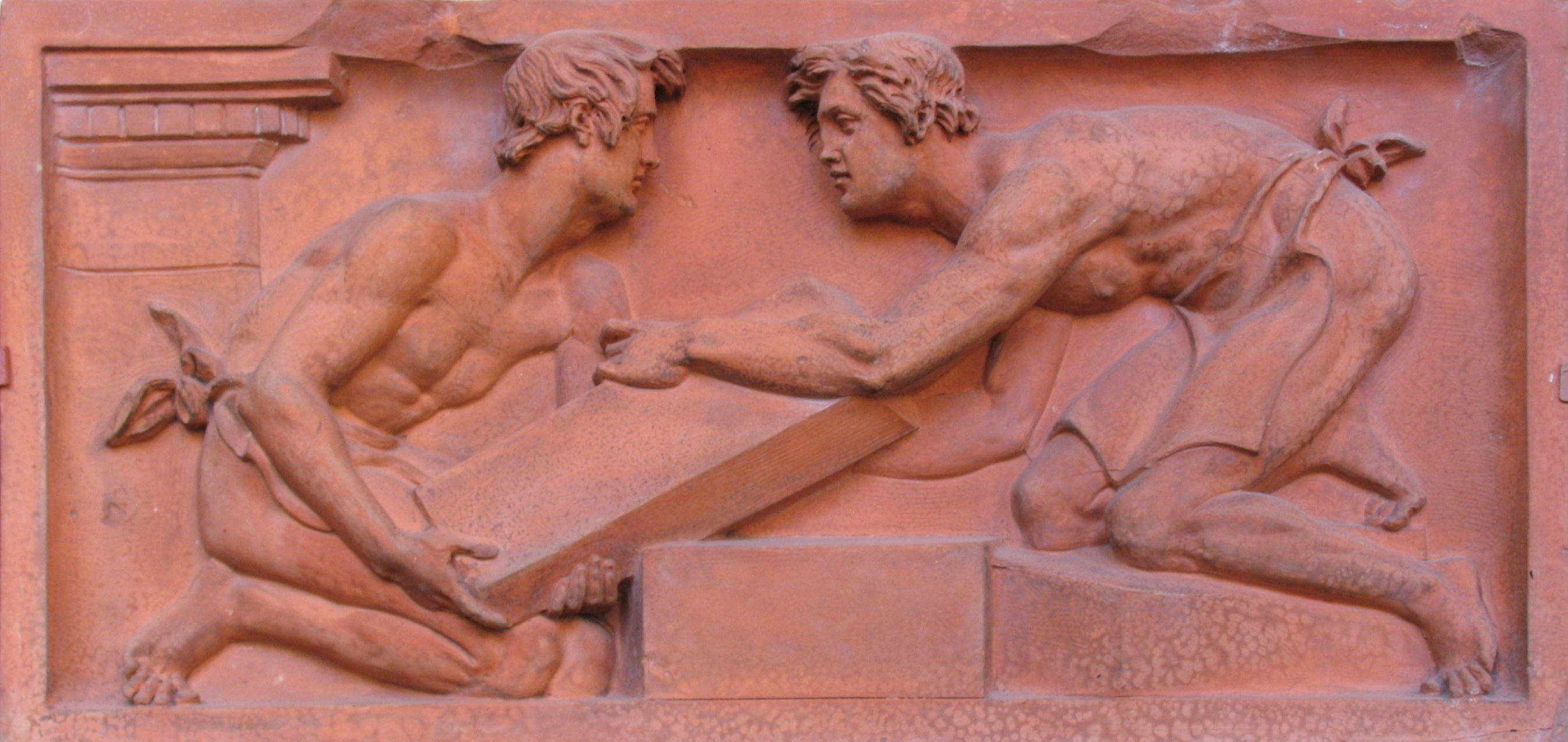
Das Setzen des Grundsteins, Terrakottaplatte nach dem Entwurf von Karl Friedrich Schinkel von der Berliner Bauakademie aus der Manufaktur von Cornelius Gormann

Tobias (Christoph) Feilner (* 19. Mai 1773 in Weiden in der Oberpfalz; † 7. April 1839 in Berlin) war ein deutscher Töpfermeister und Fabrikant von Tonwaren (Backsteine, Terrakotten, Formsteine) sowie keramischen Öfen.

## Leben
Tobias Christoph Feilner wurde am 19. Mai 1773 als drittes von zehn Kindern des Hafnermeisters und Ratsherren Philipp Heinrich Feilner und dessen Ehefrau Susanne, geb. Igl, in Weiden in der Oberpfalz geboren. Er erlernte beim Vater das Töpferhandwerk und begab sich 1791 auf die Wanderschaft, die ihn zunächst nach Mannheim führte. Dort trat er in Kontakt zu seinem Großonkel Simon Feilner, der seit 1775 der pfälzischen Porzellanmanufaktur Frankenthal als Direktor vorstand. Dieser vermittelte ihm grundsätzliches Wissen über den Betrieb einer Keramikmanufaktur. Nach Stationen in den Fayencefabriken von Alzey in Rheinhessen und von Flörsheim im Erzstift Mainz fand er vorübergehend Arbeit in den Fayencemanufakturen in Wiesbaden und Kassel. Von Dezember 1792 bis zum Sommer 1793 war er beim Töpfermeister Christian Leberecht Thomas in Dresden tätig.
Mit Unterstützung des preußischen Gesandten in Dresden wurde er von Gottfried Höhler in Berlin abgeworben. Höhler betrieb eine Zuckerformen- und Ofenwerkstatt in der Hasenhegerstraße in Berlin, die später, am 10. Februar 1848, auf Initiative König Friedrich Wilhelms IV. in Feilnerstraße umbenannt wurde. Der Töpfereiinhaber setzte Feilner zunächst nur als Modelleur ein, ab 1797 auch als technischer Werkmeister. Tobias Feilner erhielt 1804 ein königliches Patent auf die enkaustische Malerei, eine keramische Inkrustationstechnik zur Erzeugung formgenauer Dekorationen auf Töpferwaren und Kacheln. Höhler räumte ihm daraufhin die Teilhaberschaft ein und zog sich 1809 schließlich ganz aus der operativen Firmenleitung zurück.
Nach dem Ableben Höhlers übernahm Feilner 1812 das Unternehmen auf eigene Rechnung. 1817 erweiterte er das Betriebsgelände durch Grundstückszukäufe und den Neubau eines großen Fabrikhauses. Die Belegschaft erhöhte sich dabei auf durchschnittlich 120 Mitarbeiter. Die Erzeugnisse seiner Tonwarenfabrik waren eine wesentliche Voraussetzung für die Wiederbelebung der preußischen Backsteinbaukunst durch Karl Friedrich Schinkel. Erste Bauterrakotten wurden 1819 gefertigt. So belieferte Feilner die Friedrichswerdersche Kirche in Berlin und das Kaiser-Wilhelm-Palais am Boulevard Unter den Linden. Schinkel und Feilner entwickelten gemeinsam um 1810 die strenge Form des Berliner Kachelofens, der sich bis Mitte des 19. Jahrhunderts in weiten Teilen Deutschlands durchsetzte. Lieferungen derartiger Kachelöfen gingen vor allem an fürstliche und adlige Bauvorhaben, aber auch an das wohlhabende Bürgertum. Kachelöfen von Feilner stehen noch heute im Schloss Tegel sowie in den Residenzschlössern von Altenburg, Fulda, Gotha und Weimar und vielen anderen. Lieferungen gingen auch in die Residenz München, nach London, Petersburg und Rom. Bis nach 1850 galt dieses Unternehmen als der größte deutsche Hersteller von Ofenkacheln.
Feilner war Lehrmeister von Ernst March. Als Mitglied des preußischen Gewerbevereins, der Berliner kaufmännischen Korporation und der Freimaurerloge Zum Widder engagierte er sich für gewerbliche und soziale Belange. Seinem ausgedehnten Freundeskreis gehörten vor allem Architekten, Künstler und Beamte an, so Peter Wilhelm Beuth und Gottfried Schadow. Einer seiner Schwiegersöhne war der Bildhauer Ludwig Wichmann, der neben der bekannten Feilnerbüste auch zahlreiche Modelle für Terrakottaarbeiten fertigte. Feilner erlangte durch seine gewerbliche Tätigkeit und seine fachlichen Kenntnisse große Anerkennung. 1822 und 1827 beteiligte er sich erfolgreich an den preußischen Gewerbeausstellungen in Berlin.
Tobias Feilner hatte am 11. Juli 1800 Charlotte Sophie Pausewang geheiratet. Aus der Ehe gingen zwischen 1801 und 1809 fünf Kinder hervor. Doch erreichten nur die beiden Töchter Charlotte Feilner (* 1804, verh. mit dem Arzt Theodor Kunde) und Amalie Feilner (1806–1876, verh. mit Ludwig Wichmann) das Erwachsenenalter. Ein von Feilner errichtetes Mietshaus (Feilnersches Wohnhaus) wurde von Schinkel entworfen; Teile dieser Entwürfe nahm Schinkel in seine Sammlung architektonischer Entwürfe als Blätter 113 und 114 auf.
Tobias Feilner starb am 7. April 1839 im Alter von 65 Jahren in Berlin und wurde auf dem Luisenstädtischen Friedhof beigesetzt. Sein Grab ist nicht erhalten geblieben.
Nach 1839 führte Friedrich Ferdinand Friese das Unternehmen für die Erben Feilners fort; 1860 kaufte er die Fabrik. Nachdem er 1868 verstorben war, löste seine Witwe das Unternehmen im Frühjahr 1870 auf.

## Werke
- 1824/1830 Backsteine, Terrakotten und Formsteine Friedrichswerdersche Kirche
- 1828/1829 Backsteine, Terrakotten und Formsteine Feilnersches Wohnhaus
- 1834/1835 Terrakottanachbildung des Heilsbronner Portals, dem Zugang zum von Peter Joseph Lenné gestalteten Marlygarten an der Friedenskirche, Potsdam
- 1850/1851 Terrakotten für das Triumphtor am Fuße des Mühlenbergs in Potsdam